# Bernd Duvigneau

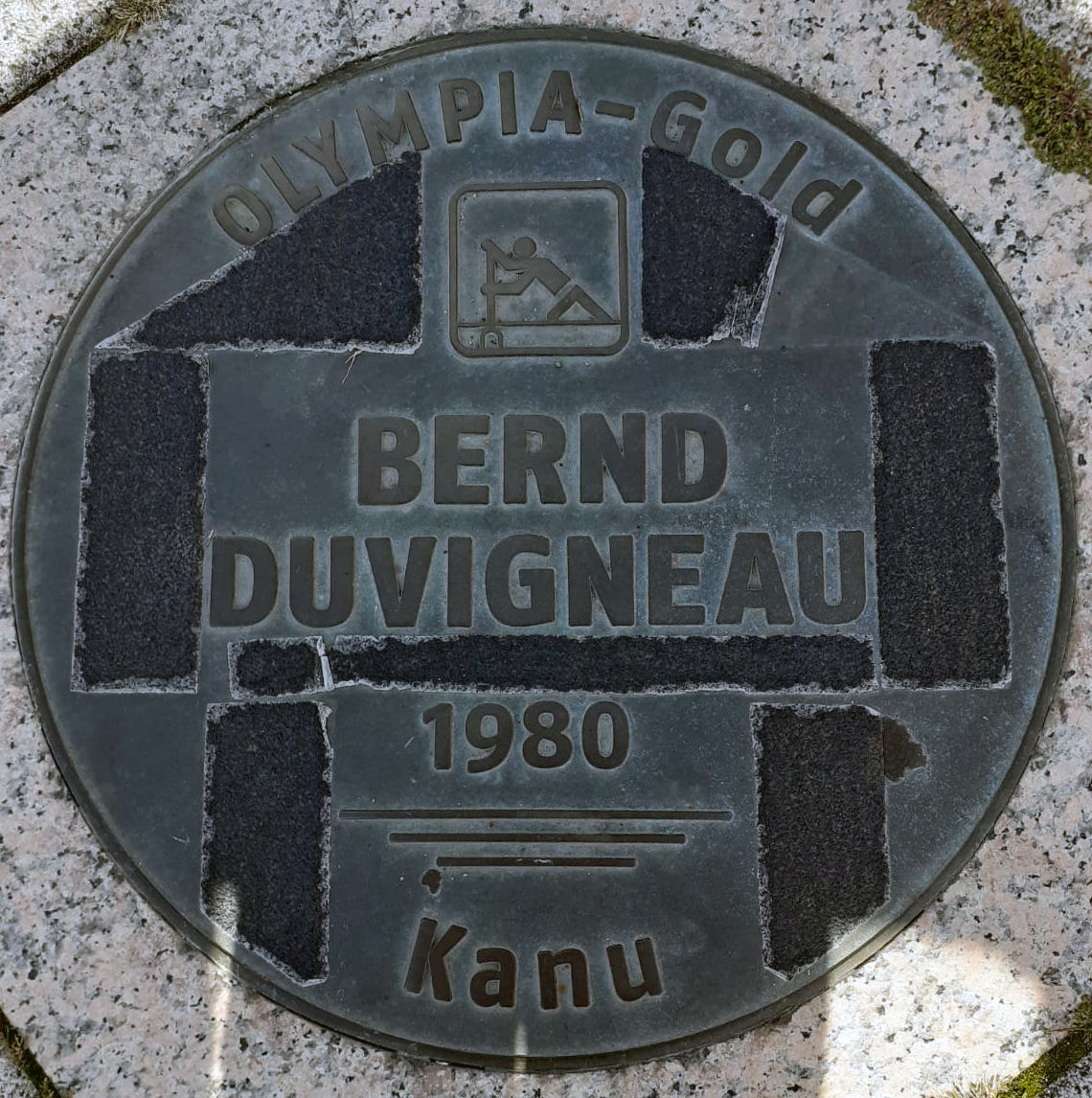
Sports Walk of Fame in Magdeburg

Bernd Duvigneau (* 3. Dezember 1955 in Magdeburg) ist ein ehemaliger deutscher Kanute. Er wurde bei den Olympischen Sommerspielen in Moskau mit dem Vierer-Kajak der DDR Olympiasieger.
Duvigneau war von 1966 bis 1982 aktiver Sportler in der Abteilung Kanurennsport des SC Magdeburg. Der erste internationale Erfolg war 1973 die Junioren-Europameisterschaft über 500 m im Einer-Kajak in Polen; neben zahlreichen DDR-Meisterschaften im Zweier- und Vierer-Kajak errang er mit dem Vierer der DDR die Weltmeisterschaft über 1000 m sowie 1978 und 1979 die Doppelweltmeisterschaft über 500 m und 1000 m.
Duvigneau konnte zudem bei zwei Olympischen Spielen Medaillen gewinnen; zuerst wurde er Dritter beim 1000-m-Rennen im K4 bei den Olympischen Sommerspielen 1976 in Montreal, vier Jahre später konnte dann in Moskau die Goldmedaille erringen.
Für seine sportlichen Erfolge erhielt er 1974 und 1980 den Vaterländischen Verdienstorden.
Heute ist Duvigneau als Obmann der Kampfrichter Vorstandsmitglied des Landes-Kanu-Verbandes Sachsen-Anhalt. Er ist verheiratet und hat zwei Kinder.